# Shashe Bridge
Shashe Bridge è un villaggio del Botswana situato nel distretto Nordorientale, sottodistretto di North East. Il villaggio, secondo il censimento del 2011, conta 1.095 abitanti.